# Der Weimarer Musenhof – Schiller in Tiefurt dem Hof vorlesend
Der Weimarer Musenhof – Schiller in Tiefurt dem Hof vorlesend, in älteren Erwähnungen auch Weimars goldene Tage, ist der Titel eines Gruppen- und Historienbildes von Theobald von Oer. Das Gemälde entstand 1860 in Dresden und zeigt eine höfische Gesellschaft zur Blütezeit der Weimarer Klassik, die sich am Musentempel des Tiefurter Parks versammelt hat, um den Dichter Friedrich Schiller deklamieren zu hören. Das Bild förderte den ab dem 19. Jahrhundert publizistisch verbreiteten Geschichtsmythos des Hofs von Sachsen-Weimar-Eisenach als Weimarer Musenhof und wurde damit ein anschaulicher Beitrag zu dem identitären Konzept, sich Deutschland als Kulturnation und die Deutschen als das „Volk der Dichter und Denker“ vorzustellen.

## Beschreibung und Bedeutung
In dem Ölgemälde zeigt der Maler eine fiktive, ideal arrangierte Szene aus den Jahren 1794 oder 1795, die an die Darstellung der Fête galante der Rokoko-Malerei anknüpft:
Im Mittelpunkt einer 38-köpfigen Gesellschaft des Hofes von Sachsen-Weimar-Eisenach, hervorgehoben durch den sich zwischen Bäumen öffnenden Hintergrund mit Himmel und Horizont und bestrahlt durch rücklings einfallendes Abendlicht, steht Friedrich Schiller. In der Linken hält er ein Manuskript, aus dem er vorträgt, mit der Rechten unterstreicht er seinen dichterischen Vortrag durch eine Geste. Im Frühjahr 1794 war er nach Jena umgezogen und hatte wenig später damit begonnen, mit dem Dichter Johann Wolfgang von Goethe einen intensiven freundschaftlichen und künstlerischen Austausch zu pflegen, der beide zum legendären Freundespaar der Weimarer Klassik machte. Goethe steht, Schiller auf gleicher Höhe frontal gegenübergestellt, in der Mitte der rechten Bildhälfte, ebenfalls bestrahlt durch die Lichtregie des Malers, und verfolgt den Vortrag des Freundes. In napoleonischer Manier hat er seine rechte Hand in die Weste gesteckt. Auf seinem Gehrock prangt als Zeichen seiner hohen gesellschaftlichen Stellung der Bruststern des Hausordens vom Weißen Falken.
Neben ihm, im zugeknöpften dunkelgrünen Rock, nimmt Herzog Carl August mit nach hinten verschränkten Armen, als Einziger den Hut auf dem Kopf tragend, eine vornehm beobachtende Haltung ein. Ihm zur Seite sitzt, gekleidet in strahlendes Weiß, Herzogin Luise. Neben dieser steht Erbprinz Carl Friedrich, der einen Hund am Kopf streichelt. Ebenfalls zu ihrer Seite findet sich Prinzessin Karoline Luise. Verspielt auf einem Fußschemel sitzend hält sie einen Blumenstrauß im Arm. Zur Linken der Gemahlin des Herzogs blickt Herzoginmutter Anna Amalie den Worten des Dichters versonnen lauschend ins Leere, während ihr Vertrauter, der Dichter Christoph Martin Wieland, ihr einen Hinweis zu geben scheint. Über beiden bildete der Maler – freundschaftlich durch Umarmung verbunden – Anna Amaliens Hofdame Charlotte von Stein und Schillers Schwägerin Caroline von Lengefeld ab.
Um die Bedeutung des Bildes als Darstellung eines Musenhofes zu erhöhen, fügte der Maler seiner Szene hinter dem deklamierenden Dichter weitere Geistesgrößen aus Weimar und Jena hinzu: So erscheint in der Mitte der sitzenden Personen der linken Bildhälfte Johann Gottfried Herder mit andächtig gefalteten Händen. Stehend über diesem finden sich Alexander und Wilhelm von Humboldt, der ältere dem jüngeren Bruder liebevoll eine Hand auf die Schulter legend. Mit der anderen Hand fasst Wilhelm von Humboldt die Hand seiner Ehefrau Caroline, die ihrerseits ihren Freundinnen Charlotte von Stein und Caroline von Lengefeld einen Blick zuwirft. Der Humboldt’schen Gruppe ist als Vierter Johann Karl August Musäus beigesellt.
Als architektonische Staffage verfeinerte der Maler seine Szene mit dem Tiefurter Musentempel, der allerdings 1794/1795 noch nicht bestand, sondern erst 1803 errichtet wurde. In dessen Mitte steht die Skulptur der Kalliope, die heilige Muse des Epos und der Elegie. Ranken, die aus dem wildwüchsigen Dickicht des Waldgehölzes herüberwachsen, haben von Teilen des Monopteros Besitz ergriffen und verweisen darauf, dass im Sturm und Drang die Ideale von Natürlichkeit und Ursprünglichkeit mit der Vernunft und Strenge der Aufklärung, die sich in der architektonischen Regelmäßigkeit und Geometrie des klassizistischen Tempels symbolisch verkörpern, ringen und durch Entfesslung des Gefühlsüberschwangs, der Fantasie und der Gemütskräfte einer neuen dichterischen Grundhaltung zum Durchbruch verhelfen, der Frühromantik.

## Entstehung und Provenienz
Theobald von Oer war ein angesehener Dresdner Historienmaler, der seine Malerei in den 1830er Jahren an der Kunstakademie Düsseldorf unter Wilhelm von Schadow und Theodor Hildebrandt im Sinne der Düsseldorfer Malerschule vervollkommnet hatte. Zu den Vorlieben der Düsseldorfer Schule gehörte es, historische, literarische und landschaftliche Sujets aufzugreifen und romantisch zu idealisieren. 
Das Gemälde steht in der Folge eines sich über mehrere Jahre hinstreckenden Prozesses der Auseinandersetzung des Malers mit der Figur Schiller, die von seinen Zeitgenossen als nationalgeschichtlich bedeutsam und heroisch gedeutet wurde. Bereits in der Mitte der 1850er Jahre schuf er das Gemälde Die erste Vorlesung der „Räuber“ von Schiller, das bei Ausstellungen in Dresden, Weimar und Berlin die Anerkennung des Publikums und ab 1856 weitere Verbreitung als Lithografie von Moritz Golde fand. Es zeigt Schiller in einem Raum der Hohen Karlsschule in Stuttgart, wie er einer interessierten Gesellschaft aus seinem Drama Die Räuber emphatisch vorträgt und durch den gerade eintretenden Herzog Carl Eugen überrascht wird, dessen grimmige Mine bereits andeutet, dass Schiller mit ihm in einen Konflikt geraten wird. Das Deutsche Kunstblatt schrieb 1856 hierzu:

„Die Geschichte der Heroen unseres Nationalgeistes gewinnt immer mehr und in immer weiteren Kreisen eine nationalgeschichtliche Bedeutung. Die Darstellungen aus dem Leben Schiller’s und Göthe’s sind, im besten Sinne des Wortes, Geschichtsbilder, wie sie eben nur der deutschen Nation eigen sein konnten. Es ist daher nicht zufällig, daß, wie die immer mehr sich ausbreitende Literatur, auch die bildende Kunst sich dieser Momente bemächtigen mußte, für die alle deutschen Herzen gleich schlagen, so weit die deutsche Zunge klingt. Ueberall, wo der Geist Schiller’s und Goethe’s das Herz bewegt, wird nun eine bildliche Vergegenwärtigung ihres Lebens mit gleicher warmer Begeisterung aufgenommen werden.“

Zum hundertsten Geburtstag Schillers fertigte Theobald von Oer eine Zeichnung, die 1859 als Holzstich herausgegeben wurde. Zeichnung und Holzstich befinden sich heute in der Sammlung der Klassik Stiftung Weimar. Der Holzstich führt am unteren Rand die dargestellten Personen auf – „Musäus, Herder, Wolf, Fichte, Frau v. Humboldt, Alexander und Wilhelm von Humboldt, Friedrich von Schiller, Wieland, Amalia, Herzogin-Mutter, Charlotte und Caroline von Lengefeld, Herzogin Louise, von Einsiedel, von Knebel, Herzog Carl August, Goethe“. Zeichnung und Holzstich bildeten die Vorlage für das 1860 entstandene Gemälde Der Weimarer Musenhof. Nach dem Gemälde schuf der Stecher Ernst Fischer eine Lithografie, die in der Kunstanstalt von Franz Hanfstaengl gedruckt wurde.

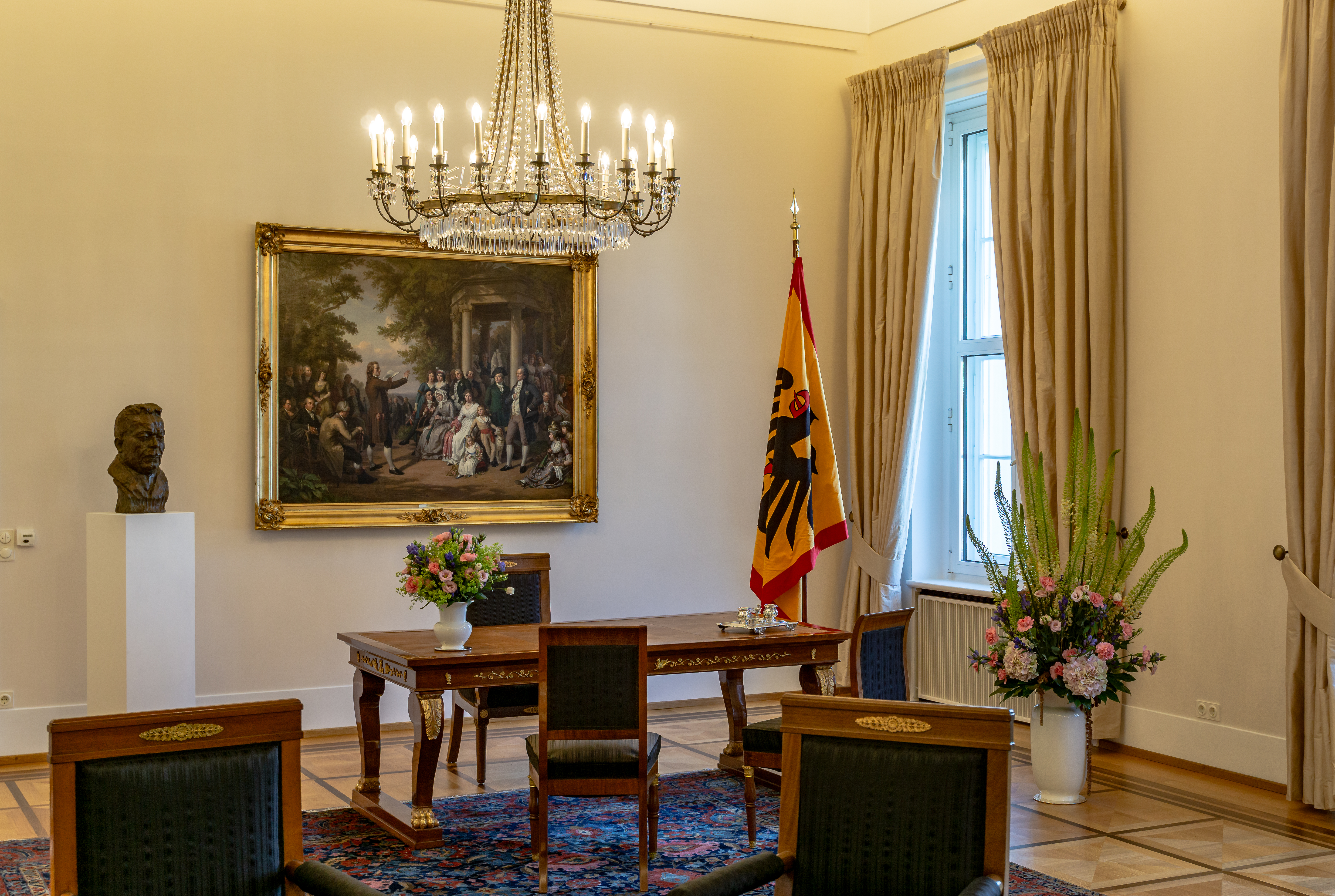
Amtszimmer des deutschen Bundespräsidenten im Erdgeschoss von Schloss Bellevue in Berlin, an der Wand das Gemälde Der Weimarer Musenhof

Der Dresdner Verein der Deutschen Schillerstiftung kaufte das Bild für 1000 Thaler und bewarb es anschließend als Hauptgewinn seiner „Schiller-Lotterie“. Der Gewinner der Lotterie bot es 1861 öffentlich zum Verkauf. Später gelangte es in die Sammlung des Schlesischen Museums der Bildenden Künste in Breslau. 1953 machte es die Volksrepublik Polen der DDR zum Geschenk. Das DDR-Ministerium für Kultur überwies es 1954 den Staatlichen Museen zu Berlin, die es in jüngerer Zeit dem Schloss Bellevue zur Ausstattung des Amtszimmers des Bundespräsidenten als Leihgabe zur Verfügung stellte.